# Sint-Lucaskerk (München)
De Sint-Lucaskerk (Duits: Lukaskirche) is de grootste protestantse kerk van München. De kerk bevindt zich aan de westelijke oever van de Isar, tussen de Steinsdorfstraße en Mariannenplatz en werd vernoemd naar de evangelist Lucas. De kerk werd als derde protestantse kerk in München gebouwd.

## Geschiedenis Sint-Lucaskerk
Door de voortdurende aanwas van het aantal protestantse gemeenteleden waren de reeds bestaande Sint-Mattheus- en Sint-Marcuskerk te klein geworden. Op nog eens drie verschillende locaties werden Lutherse kerkdiensten gevierd en dus werd een derde protestants kerkgebouw hard nodig. Voor dit doel werd een stuk grond op het Koleneiland (het tegenwoordige Museumeiland) toegewezen. Daar zou een bescheiden godshuis moeten worden gebouwd. Omdat het Beierse vorstenhuis zeer begaan was met de katholieke identiteit van de stad, kregen andere christelijke denominaties alleen minder beeldbepalende bouwterreinen toegewezen. De enige uitzondering op dit principe was het eerste protestantse kerkgebouw van München, de in 1833 gebouwde en in 1938 afgebroken Sint-Mattheuskerk. De protestantse bouwcommissie was echter niet tevreden met de toegewezen locatie op het Koleneiland en wist zowel prins-regent Luitpold van Beieren als de regering van Oberbayern over te halen om een groter grondstuk op de huidige locatie ter beschikking te stellen. Op 29 juni 1893 werd de eerste steen voor de Sint-Lucaskerk gelegd. De inwijding vond op de eerste adventsdag van 1896 plaats.
Het kerkgebouw bleef in de Tweede Wereldoorlog nagenoeg intact en wist ook de moderniseringsgolf van de jaren 1960-1970 te doorstaan. Sinds 1945 werd tot in de jaren 1950 de kerk gebruikt door de Amerikaanse bezettingsmacht. In 1976 werd de kerk op de lijst van beschermde cultuurgoederen geplaatst. Maar ondanks dat en het feit dat het hier een van de weinig ongeschonden kerkgebouwen uit de periode van het historisme in München betreft, werd er nooit een omvangrijke restauratie uitgevoerd. Rond de eeuwwisseling ontdekte men door vallend gesteente dat het gebouw bouwvallig was geworden en ernstige gebreken vertoonde. Om de kerk te kunnen restaureren werd in 2001 de vereniging "Rettet-St.-Lukas" opgericht.

## Architectuur
De architect liet zich bij de bouw bewust op de bouwstijlen van voor de reformatie inspireren, met de bedoeling om de Sint-Lucaskerk beter te laten harmoniëren met het door rooms-katholieke gebouwen gedomineerde stadssilhouet van München. De twee oostelijke torens en de bijna 64 meter hoge koepel maken van de kerk een beeldbepalend gebouw aan de westelijke oever van de Isar. De buitenarchitectuur wordt overheerst door romaanse bouwvormen, terwijl het interieur herinnert aan de vroege rijnlandse gotiek. Het grondplan van de kerk is een centraalbouw in de vorm van een grieks kruis. In het oosten bevindt zich een driezijdig gesloten psis. Het westwerk is zevenzijdig en bezit vierkante torens. De ramen van de Sint-Lucaskerk uit 1896-1899 behoorden tot de kunstzinnige hoogstandjes van het gebouw. Ze werden gemaakt door de München Mayer'sche Hofkunstanstalt naar tekeningen van de Engelsman Charles Dixon, maar raakten tijdens de grote luchtaanval in de nacht van 6 op 7 september 1943 onherstelbaar vernield. De verloren ramen van het koor werden in 1946 vervangen door nieuwe van Hermann Kaspar. Het altaar schilderij is een werk van de kunstenaar Gustav Adolf Goldberg en is gewijd aan de Graflegging van Christus.

## Orgel
Het orgel van de Sint-Lucas met 72 registers en vier manualen en één pedaal werd in 1932 gebouwd door de G.F. Steinmeyer & Co (Oettingen).

## Klokken
De originele klokken van de Lucaskerk moesten in de Eerste Wereldoorlog worden afgestaan ten behoeve van de oorlogsindustrie. In 1919 kreeg de kerk vier nieuwe klokken, die tijdens de Tweede Wereldoorlog op de kleinste na werden vernietigd. Het verlies van de klokken werd gecompenseerd met twee oudere klokken uit de voormalige oostgebieden. In het jaar 1990 werd door de klokkengieterij Bachert uit Heilbronn een vierde klok gegoten, zodat er tegenwoordig weer vier klokken in de noordoostelijke toren hangen.
| Nr. | Naam              | Gietjaar | Gieter                             | Doorsnee (mm) | Gewicht (kg) | Schlagtoon (HT-1/16) |
| 1   | Inschriftenglocke | 1862     | Friedrich Gruhl, Kleinwelka        | 1.410         | ≈1.510       | c1 +4                |
| 2   | Betglocke         | 1990     | Klokkengieterij Bachert, Heilbronn | 1.420         | 1.768        | d1 +3                |
| 3   |                   | 1703     | Martin Greim, Liegnitz             | 1.090         | ≈620         | f1                   |
| 4   |                   | 1919     | Gebr. Ulrich, Apolda               | 910           | ≈420         | a1                   |

## Geschiedenis protestantse gemeenschap München
De geschiedenis van de protestantse kerk in München is relatief kort. De eerste protestantse gemeenschappen werd in het begin van de 16e eeuw gevormd. Maar onder het huis van Wittelsbach bleef Beieren een rooms-katholiek bolwerk, waar weinig plaats was voor de protestantse leer. Met het huwelijk in 1797 tussen Maximiliaan I Jozef van Beieren met de protestantse Caroline van Baden trad er een langzame verandering op. In de 19e eeuw groeide de stad München met bewoners uit andere streken van Duitsland. Daaronder bevonden zich ook protestantse migranten. In 1826 was de Lutherse gemeenschap al tot ongeveer 6.000 leden gegroeid. Dit leidde tot de bouw van de eerste protestantse kerk in München, de Sint-Mattheuskerk. Deze kerk werd in 1833 in gebruik genomen, maar in 1938 gesloopt. Na de oorlog werd de kerk op een andere locatie in moderne vorm herbouwd. Een tweede protestantse kerk was de in 1877 ingewijde Sint-Marcuskerk. Tegen het einde van de 19e eeuw was een derde, grotere protestantse kerk nodig, de Sint-Lucaskerk. De kerk werd in de jaren 1893-1896 gebouwd naar een ontwerp van Albert Schmidt.
De eerste vier protestantse kerkgebouwen van München droegen allemaal de naam van een evangelist. Daarbij werd de volgorde gehanteerd van de evangelieboeken van het Nieuwe Testament: de eerste kerk werd vernoemd naar Mattheus (ingewijd in 1833), de tweede naar Marcus (ingewijd in 1877), de derde kerk naar Lucas (ingewijd in 1896) en ten slotte de vierde naar Johannes (ingewijd in 1916).

## Afbeeldingen

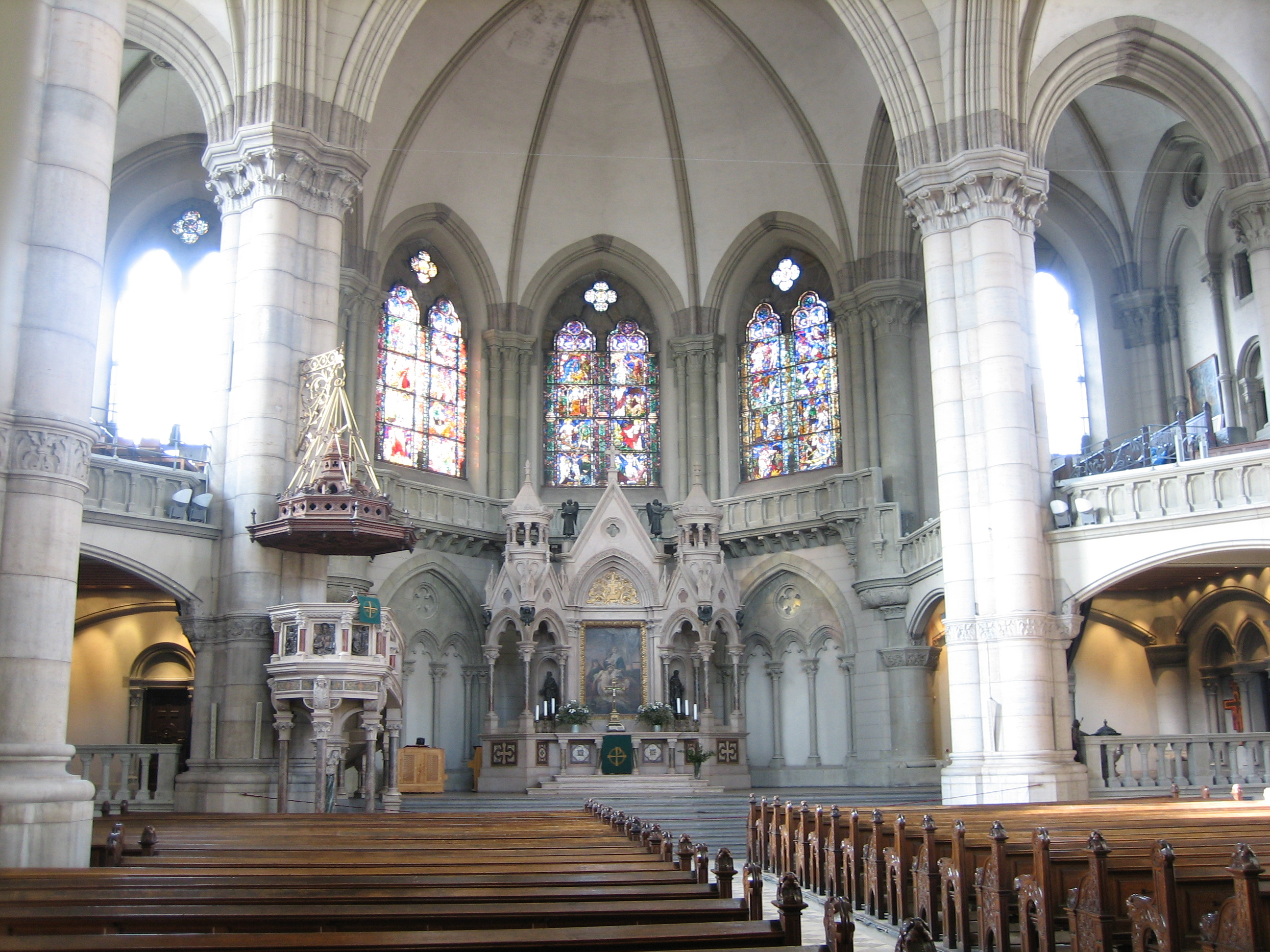
Kerkschip
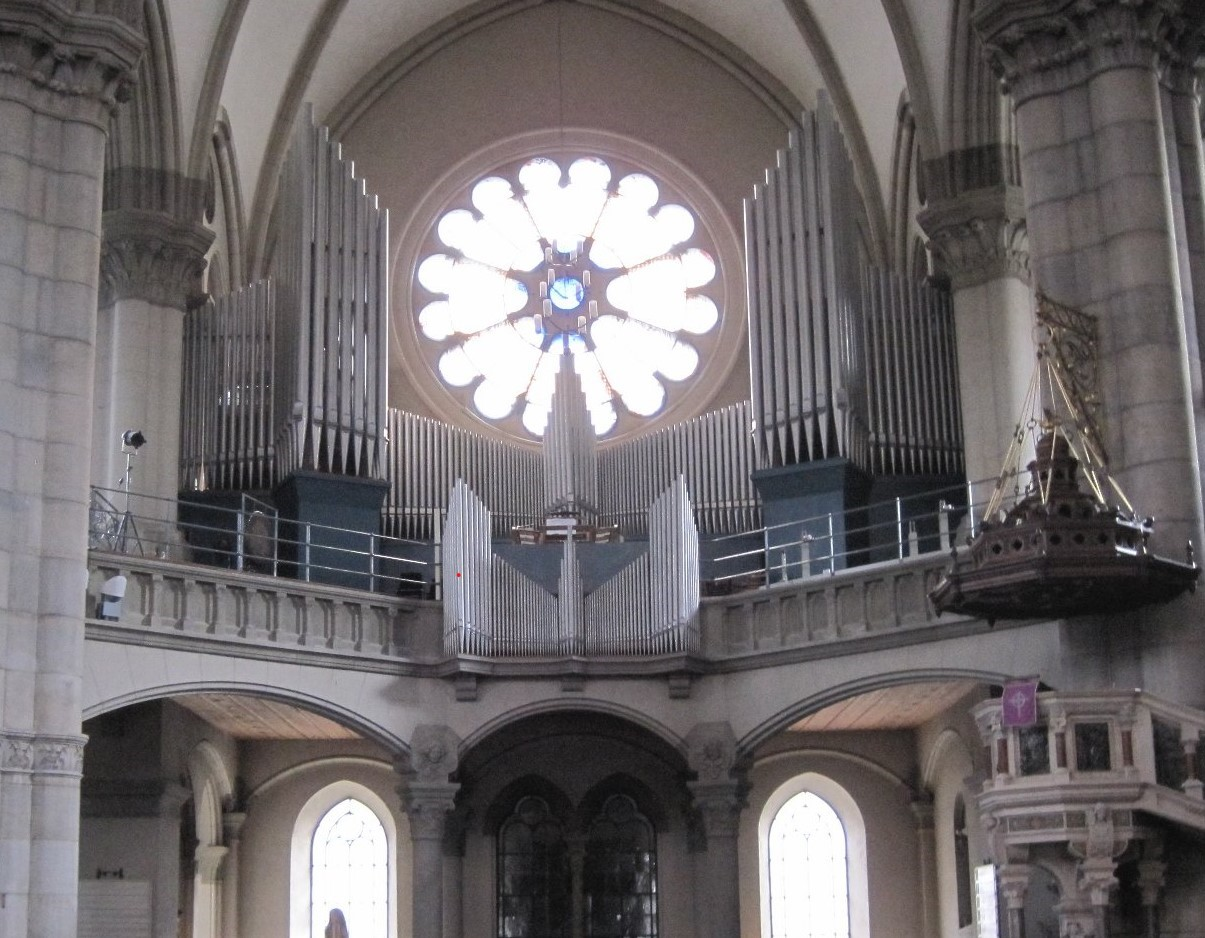
Orgel
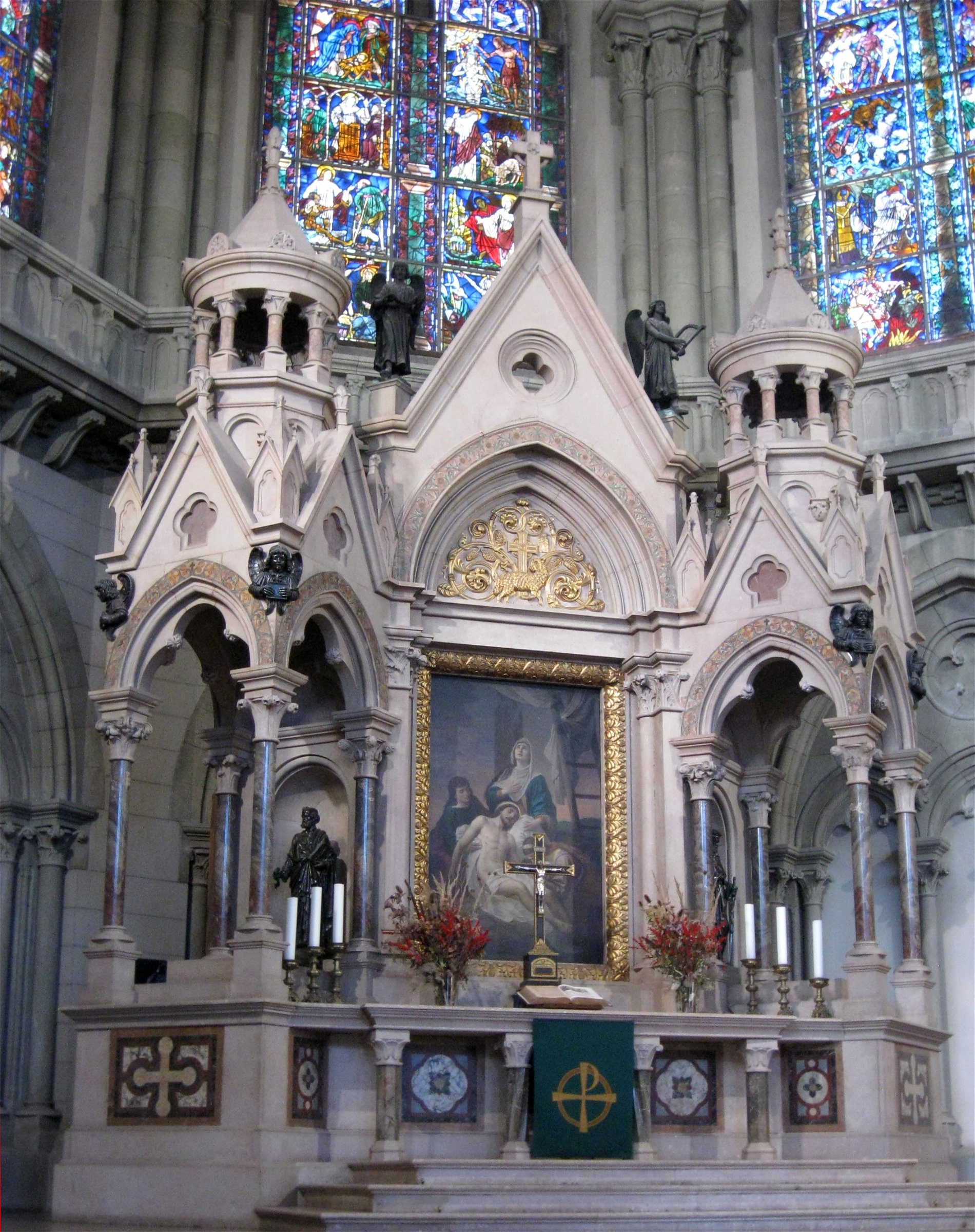
Altaar
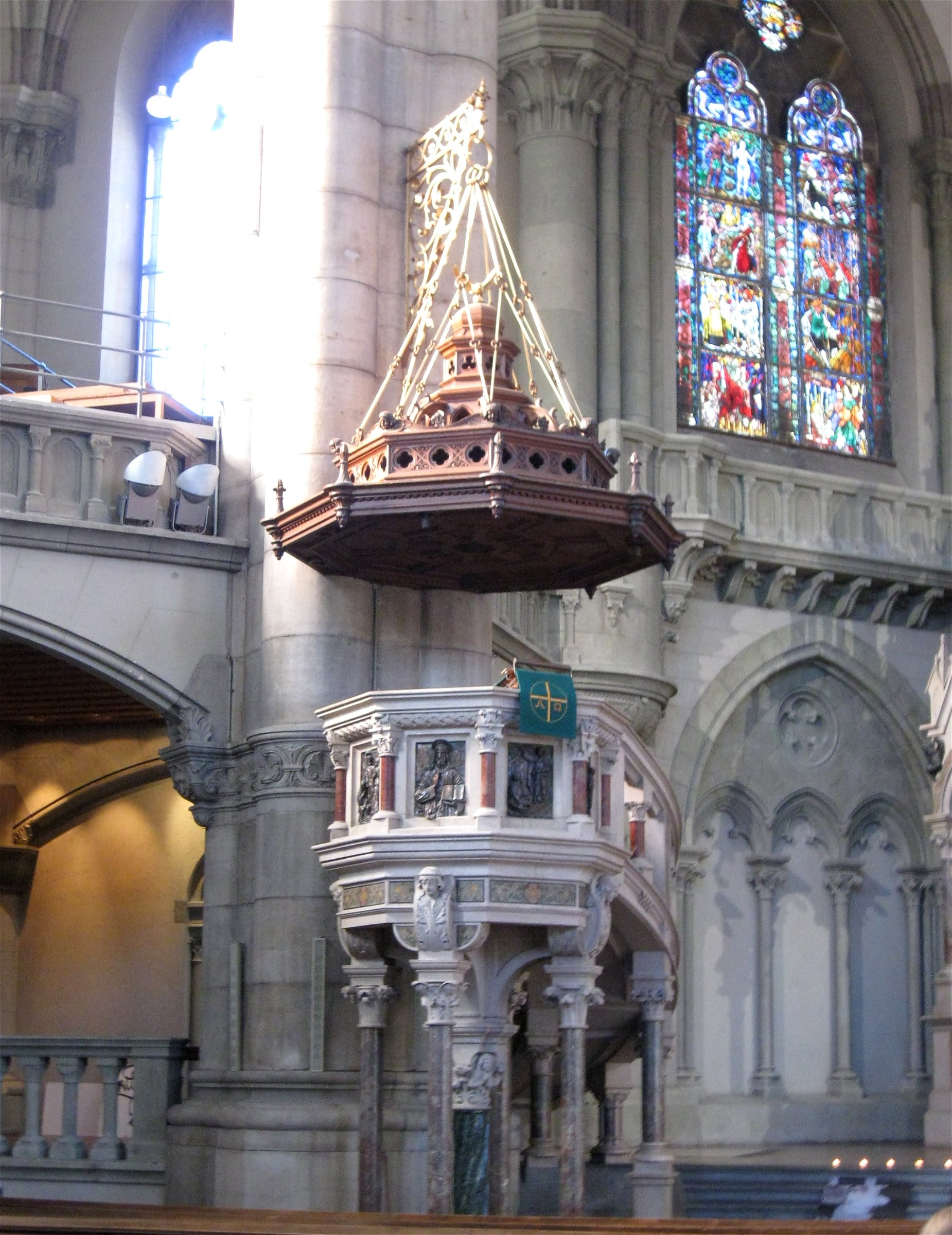
Preekstoel